# Municipio de Republican (Indiana)
El municipio de Republican (en inglés: Republican Township) es un municipio ubicado en el condado de Jefferson en el estado estadounidense de Indiana. En el año 2010 tenía una población de 1599 habitantes y una densidad poblacional de 22,41 personas por km².

## Geografía
El municipio de Republican se encuentra ubicado en las coordenadas 38°43′49″N 85°33′30″O / 38.73028, -85.55833. Según la Oficina del Censo de los Estados Unidos, el municipio tiene una superficie total de 71.36 km², de la cual 71,07 km² corresponden a tierra firme y (0,4 %) 0,29 km² es agua.

## Demografía
Según el censo de 2010, había 1599 personas residiendo en el municipio de Republican. La densidad de población era de 22,41 hab./km². De los 1599 habitantes, el municipio de Republican estaba compuesto por el 97,31 % blancos, el 0,56 % eran afroamericanos, el 0,25 % eran amerindios, el 0,25 % eran asiáticos, el 0,25 % eran de otras razas y el 1,38 % eran de una mezcla de razas. Del total de la población el 1,25 % eran hispanos o latinos de cualquier raza.